# إكسترا نيوز
إكسترا نيوز (بالإنجليزية: Extra News) هي قناة فضائية إخبارية مصرية وإحدى قنوات المتحدة للخدمات الإعلامية، مختصة بتقديم التغطيات الإخبارية المباشرة للأحداث والجارية بمفهوم مختلف يعتمد على الفترات المتخصصة المفتوحة والجولات الإخبارية والأشكال البرامجية من خلال شبكة من المذيعين والصحفيين والمراسلين، يقع مقرها الرئيسي بمدينة الإنتاج الإعلامي بالسادس من أكتوبر في محافظة الجيزة المصرية.
تهدف القناة إلى تقديم الخدمة الإخبارية في كافة المجالات كالسياسة واقتصاد والفن والثقافة والرياضة والانترنت وغيرها باستخدام شعار «مصر على مدار الساعة» والذي يرتكز على نقل الواقع كما هو في جميع محافظات مصر، وتمنح مساحة كبيرة للتغطيات في الأقاليم لكي يجد المشاهد قرى ونجوع ومدن مصر على الشاشة ساعة بساعة، كما تهتم القناة أيضا بإبراز القضايا العربية والدولية والإنسانية العالمية التي تمس المواطن المصري سواء بصورة مباشرة أو غير مباشرة.

## برامج سي بي سي إكسترا
- برنامج مصر العرب حيث يتناول محمد عبد الرحمن في البرنامج الشأن العربي من خلال اخبار وفقرات حوارية وخاصة القضايا المتماسة مع الشأن المصرى يبدأ البرنامج بجولة اخبار عربية تضم أهم الاحداث العربية التي لها اتصال بالشأن المصري يليها فقرة حوارية تضم ضيف أو أكثر لمناقشة أهم حدث عربى ثم فقرة تحليلية تضم ضيف أو أكثر حيث يقوم المذيع من خلال الفقرة بتحليل الوضع العربي من خلال متابعة لأهم الاخبار
- برنامج الساعة السابعة حيث مع بدء انعقاد جلسات البرلمان المصري سيركز البرنامج الذي يقدمه عمرو خليل يوميا على كل ما يحدث داخل مجلس النواب ويتابع مع المشاهد لحظة بلحظة الجلسات – الاستجوابات – الكواليس – مناقشات اللجان – القوانين ونبض الحياة السياسية يبدأ البرنامج بففقرة اخبارية عن أهم واخر اخبار البرلمان. يليها فقرة حوارية تتضمن ضيوف حول أهم القضايا المطروحة في مجلس النواب لعرضها وتحليلها
- برنامج العالم يقول هو برنامج الهدف الرئيسي منه تغطية التطورات والأحداث العالمية سواء سياسية أو اقتصادية من خلال متابعة الصحافة العالمية وما ينشر فيها هذا بالإضافة الي جولة سريعة فيما تم نشره عن مصر أو دول اخري من وجهة نظر مصرية
- برنامج حديث الساعة هو برنامج من تقديم عمرو خليل ومحمد عبد الرحمن ويهتم بمناقشة قضايا اليوم المحورية
- برنامج كلام الناس وهو برنامج يهدف إلى ربط المشاهد المصري بهذه الفقرة من خلال طرح حوارى يعتمد على المشاركات الهاتفية التي تتلقاها ريهام إبراهيم وشبكات التواصل الاجتماعى حول قضية أو مشكلة ما ينشغل بها الرأى العام وسيتم التركيز في البرنامج على القضايا التي تمس حياة المواطن بشكل مباشر وتشكل جزءا كبيرا من اهتماماته الحياتية
- برنامج ساعة رياضة تقديم إبراهيم فايق وهو برنامج رياضي يومي لتغطية الأحداث والأخبار الرياضية سواء محلية أو عالمية ويتناول البرنامج في كل حلقة «قضية» تشغل الوسط الرياضى مع شخصية رياضية مرتبطة بالقضية أو موضوع النقاش
- برنامج لازم نفهم حيث يقدم البرنامج الذي يقدمه مجدي الجلاد العديد من التحقيقات التليفزيونية والحوارات التي تتسم بالمواجهة بين المسئول والشعب وهو المتوقع دائما منه كصحفى يتسم بالمصداقية والحرفية الشديدة. يناقش على مدارايام الاسبوع في كل حلقة قضية خطيرة ومهمة وتؤثر بشدة على المجتمع الآن على شكل ”تحقيق تليفزيوني مفصل“ وفي داخل الأستوديو تتم استضافة الطرفين وثيقي الصلة بهذه القضية بحيث يتم فهم جميع جوانبها وإلى أين ستقودنا الخطوة التالية فيها
- برنامج حكايات فنية ويقدمه الناقد طارق الشناوي حيث يسرد العديد من القصص الفنية
- برنامج أونلاين وهو برنامج مخصص بالاساس لتسليط الضوء على ما يبث على مواقع التواصل الاجتماعي وشبكة الإنترنت من توجهات وقضايا يعرض البرنامج اقوى المشاركات على مواقع التواصل والأكثر مشاهدة وتأثيرا.
- برنامج أخبار الفن وهو برنامج ثقافي فني بالاساس لالقاء الضوء على أهم الأحداث الثقافية والفنية التي تحدث في مصر بما يتضمنه ذلك من أخبار الفن والإنتاج الفني والثقافي. يتخلل كل حلقة مداخلات هاتفية مع مصادر الاخبار بالإضافة إلى التقارير الفنية المتميزة وأهم اللقاءات مع نجوم الفن والطرب في مصر والعالم تغطية حية ومباشرة لأهم الاحداث الفنية الخاصة والمهرجانات المصرية والعربية

وذلك بجانب التغطية المستمرة سواء من غرفة الأخبار أو جولة الحصاد والنشرات على رأس الساعة

## إكسترا لايف

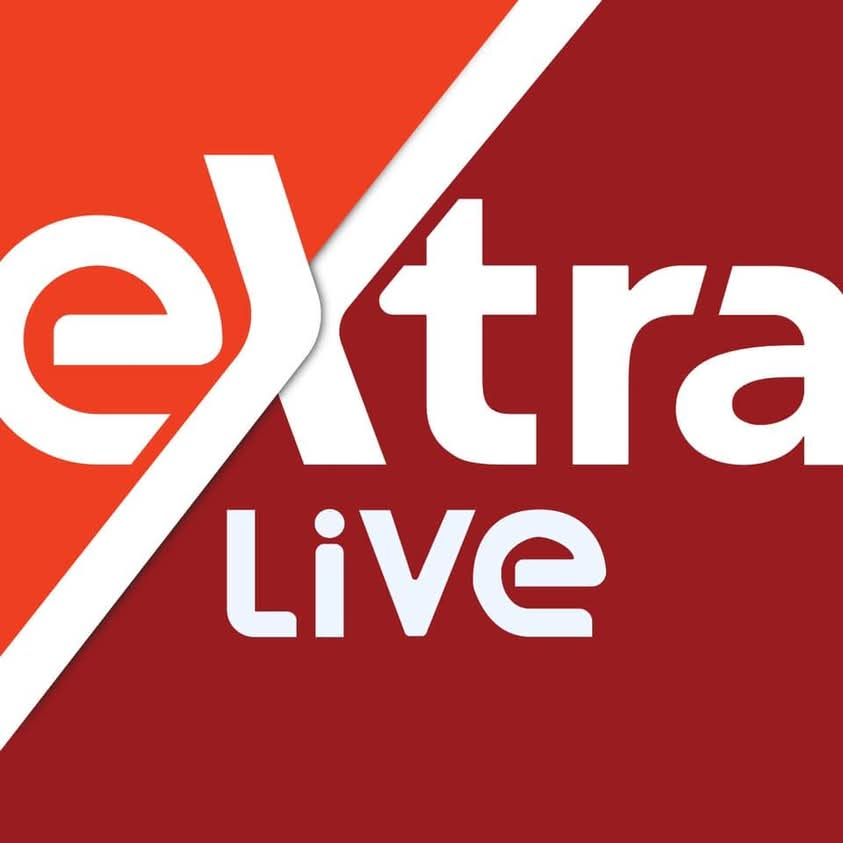
شعار قناة إكسترا لايف

إكسترا لايف (بالإنجليزية: Extra Live) هي قناة تلفزيونية إخبارية مصرية وإحدى قنوات المتحدة للخدمات الإعلامية، مختصة بالبث الحي المباشر لكل الأحداث الكبرى سواء داخل مصر أو خارجها، انطلقت في 17 أكتوبر 2022.